# 藤原淳
藤原 淳（ふじわら じゅん、1952年（昭和27年）5月16日 - ）は、日本の政治家。岩手県二戸市長（3期）。

## 来歴
岩手県二戸市出身。1975年（昭和50年）3月、駒澤大学卒業。同年4月、二戸市役所に入庁。産業振興部長、総務部長、総合政策部長を歴任した。
2013年（平成25年）3月、二戸市役所を退職。同年12月8日、二戸市長の小保内敏幸が急性心筋梗塞のため死去。2014年（平成26年）1月19日告示、1月26日投票の市長選挙に出馬し無投票で初当選した。
2018年（平成30年）、無投票により再選。
2022年（令和4年）1月23日、元市議の西野省史との市長選を制し、3選。